# Riu Yongding
El riu Yongding és un riu al nord de la Xina. És un dels principals afluents del riu Hai i és conegut perquè travessa Pequín. En els darrers anys, el tram de Pequín del riu s'ha assecat a causa de problemes ambientals. El govern del municipi de Beijing ha invertit 16.000 milions de iuans en un esforç per reemplaçar el llit del riu amb zones verdes o petits cossos d'aigua.

## Etimologia
El riu va ser anomenat originalment riu Wuding (xinès simplificat: 无 定 河; xinès tradicional: 無 定 河; pinyin: Wúdìng Hé), literalment "riu indefinit" a causa del fet que el seu flux era irregular. Quan va regnar l'emperador Kangxi, va promulgar diversos projectes d'enginyeria hidràulica a la regió per controlar les inundacions estacionals. Després d'aquests projectes, el riu va passar a anomenar-se el nom modern, que significa "riu sempre definitiu".

## Geografia
El riu Yongding té 650 quilòmetres de llarg i drena una superfície de 47.016 quilòmetres quadrats. Sorgeix de les muntanyes de Guancen (管涔山) al comtat de Ningwu, província de Shanxi, on es coneix com el riu Cangqian (桑乾河) i flueix cap al nord-est a la Mongòlia Interior i després es dirigeix cap al sud-est a la província de Hebei.
En el comtat de Huailai, omple l'embassament de Guanting, l'embassament més gran que dona servei a Pequín i pren el nom de Yongding. Arriba a Beijing a través de les muntanyes Xishan a l'oest de la ciutat, en el districte de Mentougou, i descendeix a les planes dels districtes de Fengtai i Daxing.
El riu flueix finalment a la província de Hebei i després al municipi de Tianjin, on s'uneix al riu Hai just abans que aquest entra a la ciutat i després desemboca a la mar de Bo Hai a Tanggu. Part del riu es desvia abans de la unió amb el Hai, i flueix directament a la mar de Bo Hai. Aquest canal s'anomena riu New Yongding (永定 新 河).

## Història
Històricament el riu era conegut per les seves inundacions i canvis de curs. El riu ha pres, com a mínim, tres grans cursos a través de Beijing. Segons els primers registres històrics, el riu originàriament fluïa al nord-est de Babaoshan cap al que ara és el Parc de Bambú Morat en el districte de Haidian i en el riu Wenyu.

### Dinastia Han Occidental
A la dinastia Han occidental, el riu fluïa cap al sud de Deshengmen a través del centre de Beijing actual, incloent-hi Qianmen i Hongqiao i el llac Longtan, abans de marxar cap al sud-est. En aquesta època, la ciutat estava situada al sud-oest del centre actual. A la dinastia Liao, el riu es va moure cap al sud-oest fins al seu curs actual, i el pont de Lugou va ser construït sobre el riu el 1189. Quan Marco Polo va visitar la ciutat durant la dinastia Yuan, va travessar el riu Yongding pel pont de Lugou, que es coneixia com el pont Marco Polo.

### Dinastia Qing
El riu s'ha conegut col·loquialment com el riu Wuding o el "riu d'inestabilitat". El 1698, el govern de l'emperador Kangxi de la dinastia Qing va reforçar les riberes i va fer que el curs continués. Posteriorment es va fer conegut com el riu Yongding o el "Riu de l'Estabilitat Eterna".